# Theatre Royal Haymarket

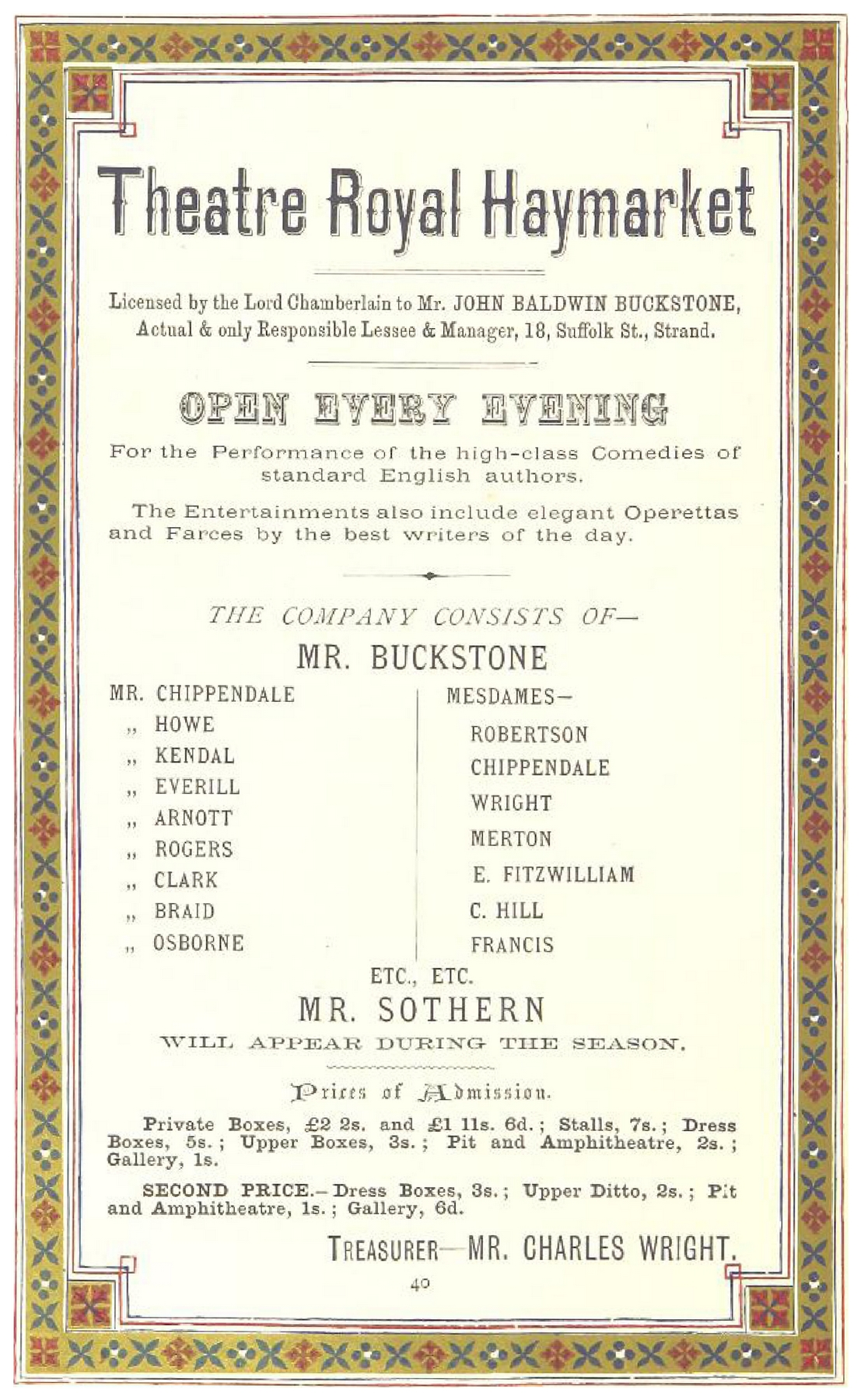
Ganzseitiges Werbeinserat im London Illustrated Almanach von 1872

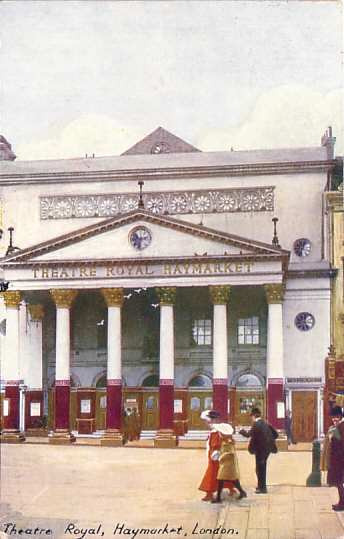
Theatre Royal Haymarket, um 1900

Haymarket Theatre um 1910

Das Theatre Royal Haymarket (auch Haymarket Theatre) ist ein Theater am Londoner Haymarket. Es wurde 1720 von John Potter als Little Theatre gegründet – in Anspielung auf das größere King’s Theatre (heute His Majesty’s Theatre), das sich ebenfalls am Haymarket befand. Das His Majesty’s Theatre wird hauptsächlich für Musicalaufführungen genutzt. Seit dem 9. Oktober 1986 wird täglich Das Phantom der Oper aufgeführt.

## Geschichte
Es wurde 1720 von John Potter als Little Theatre gegründet, in Anspielung auf das größere King's Theatre (heute Her Majesty’s Theatre), das sich ebenfalls am Haymarket befand. Von wechselnden Schauspieltruppen bespielt, stellte sich größerer Erfolg ab 1729 ein. 1731 wurde das Theater nach der Aufführung eines politisch umstrittenen Stücks geschlossen und 1734 wiedereröffnet.
Nach dem Licensing Act von 1737 konnte das Little Theatre kein Sprechtheater mehr aufführen und wich auf andere Unterhaltungsstücke aus. 1766 erhielt der Betreiber Samuel Foote eine Lizenz für Aufführungen während der Sommermonate, wenn die Patent Theatres geschlossen waren.
1820 fand im Gebäude des Little Theatre die letzte Aufführung statt. Es wurde im folgenden Jahr durch ein größeres Theater nach Plänen John Nash in der Nachbarschaft ersetzt, das noch heute besteht. 1847–1853 wurden verschiedene bauliche Veränderungen vorgenommen, 1871 wurde das Innere von George Somers Clarke (1822–1882) neu ausgestattet. 1880 wurde das Zuschauerhaus von Charles John Phipps (1835–1897) völlig umgebaut, 1905 wurde das Innere von Charles Stanley Peach (1858–1934) und Stanley Davenport Adshead (1868–1946) erneut umgebaut. 1994 erfolgte die vorerst letzte Renovierung.
Das Theater hat 888 Sitzplätze. Das Grundstück, auf dem es steht, ist Teil der Crown Estate.

## Name
Missverständlich wird das Theater häufig als Haymarket Theatre oder Theatre Haymarket  bezeichnet. Tatsächlich heißt das Theater Theatre Royal. Haymarket ist eine zusätzliche Ortsangabe, um das Theater von gleichnamigen zu unterscheiden. In London gibt bzw. gab es zwei weitere Theater die Theatre Royal heißen, zum einen das Theatre Royal Drury Lane sowie das Theatre Royal Covent Garden, der Vorgängerbau des Royal Opera House.

## Aktuelle Bespielung
Seit dem 4. Mai 2010 wird das Musical Sweet Charity aufgeführt.

## Wichtige Uraufführungen
- Henrik Ibsen: Baumeister Solness (7. Dezember 1892)
- Oscar Wilde: Eine Frau ohne Bedeutung (19. April 1893)
- Henrik Ibsen: Klein Eyolf (3. Dezember 1894)
- Henrik Ibsen: Wenn wir Toten erwachen (16. Dezember 1899)
- William Somerset Maugham: The Circle (1921)